# あつまれ!ぐるぐる温泉
『あつまれ!ぐるぐる温泉』（あつまれ!ぐるぐるおんせん）は、セガのオンラインテーブルゲーム。
自分だけの分身キャラクター（アバター）を作成してネットで対戦したり、チャットで他のユーザーと交流して友達を作る事は当時としては斬新で人気を博した。
『2』以降はセガのオンラインゲームサービス『open dice』に対応し、異なるプラットフォーム間の対戦やチャットが可能であった。本項ではこれらも併せて解説する。
なお、『あつまれ！ぐるぐる温泉』のネットワークサービスは2001年9月23日をもって終了、『ぐるぐる温泉2』『ぐるぐる温泉3』『オンラインゲームズ 大ぐるぐる温泉』を含めたopen diceのネットワークサービスは2005年11月30日に終了したため、シリーズ全てを通してオンラインプレイすることは不可能になっている。
尚タイトルの意味は「ドリームキャストオンライン」→「ドリームキャストのマーク（渦巻→ぐるぐる）・オン（温）・ライン（線→せん→泉）」→「ぐるぐる温泉」と置き換えたものである。

## あつまれ!ぐるぐる温泉
1999年9月23日に発売されたドリームキャスト用ゲームソフト。
標準装備されたモデムによるインターネット接続機能を用いたネット対戦が可能だったが、周辺機器のコントローラーと『ビジュアルメモリ』を用いて最大4人までオフライン対戦もプレイできる。2000年10月31日にはブロードバンドアダプタに対応した『あつまれ!ぐるぐる温泉BB』が発売された。
収録ゲームは麻雀、将棋、トランプ（大富豪、ナポレオン、7並べ、ユーコン、フリーセル）。
また占いゲームの「ことり占い」や周辺機器『ビジュアルメモリ』のミニゲーム「ちいさなことり占い」も収録されている。
オンラインモードでは、最大6人まで入室できる『大浴場』と言う、いわばチャットルームが存在していた。対戦した人たちと出会いや友だち作りのツールとしても機能している。実際に本作を通じて知り合いになり、思わぬ出会いとなった人もいる。

## ぐるぐる温泉2
2001年8月9日にDC版、2002年10月31日Windows版が発売。open diceに対応していた。グラフィックが一新され、コミュニケーションツールを中心に大幅に強化した。なお、オフライン対戦プレイはこの作品以降オミットされた。
収録ゲームはUNO、麻雀、ポーカー、温泉捜査課。
オンラインモードのチャットルームでは「大浴場」のほかに、数々な専用部屋が設けられた「イベントチャット」が追加。イベントチャットでは、チャットの内容によって様々なイベントが起きるように仕掛けられていた。

### 温泉捜査課
スコットランドヤードに似たボードゲームタイプのゲームで、プレイヤーは「温泉署」の捜査員として逃走した犯人を捕まえるのが目的。犯人はCPUに任すことも、プレイヤー（1人）を選ぶことも可能。

## ぐるぐる温泉3
2002年3月14日に発売されたDC用ゲームソフト。『2』をベースにしつつ、『あつまれ!ぐるぐる温泉』で人気だった「大富豪」と「ナポレオン」を再収録。さらに「リバーシ」と「花札」を新たに追加した。open diceに対応していた。
収録ゲームは麻雀、リバーシ、花札、大富豪、ナポレオン。
オンラインモードのチャットルームでは、イベントチャットの種類がさらに増量していた。

## オンラインゲームズ 大ぐるぐる温泉
2002年10月31日に発売されたPlayStation 2用ゲームソフト。『2』と『3』のゲーム（麻雀、ポーカー、UNO、温泉捜査課、ナポレオン、大富豪、リバーシ、花札）がまとめて収録。open diceに対応していた。SCPH-50000系以前のPS2では、オンライン対戦にはネットワーク関連の周辺機器が必要だった。